# .gov
도메인 네임 gov는 인터넷의 도메인 네임 시스템에서 sTLD이다. 이 이름은 정부의 영단어 거번먼트(government)에서 비롯된 것으로, 정부 기관에 국한되어 사용된다. 최상위 도메인(TLD)은 미합중국 국토안보부의 일부인 사이버보안 및 인프라 보안국(CISA)이 담당한다.
.gov는 RFC 920에 정의된 원래의 6개 최상위 도메인 중 하나이다. 처음에는 모든 유형의 정부 기관을 위해 고안되었으나 오직 미국 소재 정부 단체만이 .gov 도메인 이름을 등록할 수 있다.
다른 국가들은 자신들의 국가 코드 최상위 도메인(ccTLD)에서 정부 운영을 위한 2단계 도메인을 할당하는 것이 일반적이다. 예를 들어 .gov.uk는 영국 정부의 도메인이며 .gc.ca는 캐나다 정부의 도메인이다. 그리고 대한민국은 세계에서 유일하게 정부도메인이 두개(.go,gov.kr)이며 미국이 ccTLD에 정부 특화 최상위 도메인을 보유하고 있는 유일한 국가이다. (.us)
.gov 도메인은 dotgov.gov에 등록되어 있다.

## 같이 보기
- usa.gov
- .us